# Pappardelle sul cinghiale
Le pappardelle sul cinghiale, conosciute anche come pappardelle al cinghiale, sono un piatto tipico della Maremma Grossetana, Maremma Laziale, dell'alta Tuscia viterbese e dell’alta Valnerina, terre ricche di selvaggina, che si è diffuso anche nel resto della Toscana, dell’Umbria e delle Marche.

## Descrizione
Si tratta di un piatto sostanzioso che si prepara abbinando alle pappardelle fatte in casa con farina e uova, la carne di cinghiale da marinare nel vino rosso per mezza giornata con cipolla, carote, sedano e aromi. Oltre a quegli ingredienti, sono necessari il passato di pomodoro e altro vino rosso usato per sfumare il piatto. Alcune ricette prevedono la presenza delle olive.